# Jens Weymann-Reh

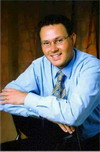
Jens Weymann-Reh, 2009

Jens Weymann-Reh (* 1. Mai 1972 in Mülheim an der Ruhr als Jens Weymann) ist ein deutscher Kommunalpolitiker (SPD).

## Leben
Nach der Allgemeinen Hochschulreife im Jahr 1991 machte Jens Weymann-Reh eine Ausbildung zum Kaufmann im Groß- und Außenhandel in Mülheim an der Ruhr. Danach leistete er Zivildienst bei der Arbeiterwohlfahrt Mülheim an der Ruhr im Bereich Gemeinwesenarbeit und studierte anschließend an der evangelischen Fachhochschule Rheinland-Westfalen-Lippe in Bochum Sozial-, Religions- und Gemeindepädagogik.
Seit seiner Konfirmation im Jahr 1986 arbeitete Weymann-Reh ehrenamtlich bei der evangelischen Kirchengemeinde Heißen in Mülheim an der Ruhr. Er war bei der Arbeiterwohlfahrt Mülheim, der Aids-Hilfe, dem Amt für Kinder, Jugend und Schule der Stadt Mülheim an der Ruhr und bei der Sozialdemokratischen Partei Deutschlands in Mülheim an der Ruhr ehrenamtlich im Ortsvereinsvorstand Heißen-Heimaterde tätig. Seit 2009 ist er Mitglied der Bezirksvertretung 1 (Heißen).
Weymann-Reh ist Gründungsmitglied des „Sozialvereins für Lesben und Schwule“ und des Fördervereins „Die kleinen Visionäre“ in Mülheim an der Ruhr. Neben seiner Tätigkeit als Presbyter der Kirchengemeinde Heißen und als Bezirksvertreter der BV 1 ist er im Jugendhilfeausschuss der Stadt Mülheim an der Ruhr und als Schöffe am Landgericht Duisburg tätig.
Am 1. Juni 2018 hat Weymann-Reh im Standesamt Mülheim an der Ruhr geheiratet.

## Auszeichnungen
Jens Weymann-Reh bekam 2007 für jahrelanges Engagement im Bereich der Kinder- und Jugendarbeit den Landesnachweis Nordrhein-Westfalen. 2011 erhielt er das Bundesverdienstkreuz am Bande.